# Maytenus guyanensis
Maytenus guyanensis là một loài thực vật có hoa trong họ Dây gối. Loài này được Klotzsch ex Reissek mô tả khoa học đầu tiên năm 1861.